# Boss General Catalogue
El Boss General Catalogue (GC, a veces conocido como General Catalogue) es un catálogo estelar que contiene 33 342 estrellas compiladas por el astrónomo Benjamin Boss (1880-1970) y publicado por la Institución Carnegie de Washington D. C. en 1936. En el catálogo se recogen la posición, movimiento propio, magnitud y tipo espectral de todas aquellas estrellas cuyo brillo es mayor de séptima magnitud, además de algunas estrellas más tenues cuyo movimiento propio exacto era conocido. Sucedió al Preliminary General Catalogue con 6188 estrellas publicado por Lewis Boss (1846-1912), padre de Benjamin.

## Ejemplos
- GC 865 corresponde a Deneb Kaitos o Diphda (β Ceti), la estrella más brillante de Cetus.
- GC 6841 corresponde a 119 Tauri o CE Tauri, supergigante roja y una de las estrellas conocidas de mayor tamaño.
- GC 15044 corresponde a AG Carinae, una de las estrellas más luminosas de la Vía Láctea.
- GC 18239 corresponde R Hydrae, una de las variables Mira más estudiadas.
- GC 31437 corresponde a HD 213240, estrella amarilla con un planeta extrasolar.